# 54-й гвардейский истребительный авиационный полк
54-й гвардейский истребительный авиационный Керченский Краснознамённый полк (54-й гв. иап) — воинская часть Военно-воздушных сил (ВВС) Вооружённых Сил РККА, принимавшая участие в боевых действиях Великой Отечественной войны, вошедшая в состав ВВС России.

## Наименования полка
За весь период своего существования полк несколько раз менял своё наименование:
- 237-й истребительный авиационный полк;
- 54-й гвардейский истребительный авиационный полк;
- 54-й гвардейский истребительный авиационный Керченский полк;
- 54-й гвардейский истребительный авиационный Керченский Краснознамённый полк;
- Полевая почта 06931.

## Создание полка
54-й гвардейский истребительный авиационный полк образован 3 февраля 1943 года путём переименования 237-го истребительного авиационного полка в гвардейский за образцовое выполнение боевых задач и проявленные при этом мужество и героизм на основании Приказа НКО СССР.

## В действующей армии
В составе действующей армии:
- с 3 февраля 1943 года по 9 января 1944 года, итого — 340 дней,
- с 1 июня 1944 года по 7 сентября 1944 года, итого — 98 дней,
- с 21 ноября 1944 года по 9 мая 1945 года, итого — 169 дней,

Всего 607 дней

## Командование полка
Командиры полка
- майор, подполковник Мельников Евгений Петрович[3], 10.12.1942 — 31.12.1945
- полковник Тихомиров Евгений Алексеевич[4][5][6][7][8], 11.1992 — 10.09.2002

Заместители командира полка (НШ)
- майор Саленко Ю. М. (7.2.1968 — 27.3.1971)

## В составе соединений и объединений
| Период         | Фронт (округ)                                   | армия                                                       | дивизия                                                                                             | примечание |
| -------------- | ----------------------------------------------- | ----------------------------------------------------------- | --------------------------------------------------------------------------------------------------- | --- |
| 30.09.1942 г.  | Донской фронт                                   | 16-я воздушная армия                                        | 220-я истребительная авиационная дивизия                                                            | Як-1 |
| 03.02.1943 г.  | Донской фронт                                   | 16-я воздушная армия                                        | 1-я гвардейская истребительная авиационная дивизия                                                  | Полк преобразован в гвардейский, Як-1 |
| 15.02.1943 г.  | Центральный фронт                               | 16-я воздушная армия                                        | 1-я гвардейская истребительная авиационная дивизия                                                  | Як-1 |
| 29.07.1943 г.  |                                                 |                                                             | 1-я гвардейская истребительная авиационная дивизия                                                  | выведен во фронтовой тыл на переучивание, г. Данков, Аэрокобра                                                                                                 |
| 20.10.1943 г.  | Белорусский фронт, резерв фронта                | 16-я воздушная армия                                        | 1-я гвардейская истребительная авиационная дивизия                                                  | Аэрокобра |
| 01.06.1944 г.  | Белорусский фронт                               | 16-я воздушная армия                                        | 1-я гвардейская истребительная авиационная дивизия                                                  | Аэрокобра |
| 01.07.1944 г.  | 1-й Белорусский фронт                           | 6-я воздушная армия                                         | 1-я гвардейская истребительная авиационная дивизия                                                  | Аэрокобра |
| 08.09.1944 г.  | Резерв ВГК                                      |                                                             | 1-я гвардейская истребительная авиационная дивизия                                                  | Аэрокобра |
| 21.11.1944 г.  | 1-й Белорусский фронт                           | 16-я воздушная армия                                        | 1-я гвардейская истребительная авиационная дивизия                                                  | Аэрокобра |
| 15.01.1945 г.  | 1-й Белорусский фронт                           | 16-я воздушная армия                                        | 1-я гвардейская истребительная авиационная дивизия                                                  | Аэрокобра |
| 06.07.1945 г.  | Группа советских оккупационных войск в Германии | 6-й истребительный авиационный корпус 16-я воздушная армия  | 1-я гвардейская истребительная авиационная дивизия                                                  | Аэрокобра |
| 25.01.1946 г.  | Особый военный округ                            | 11-й истребительный авиационный корпус 3-я воздушная армия  | 1-я гвардейская истребительная авиационная дивизия                                                  | Аэрокобра |
| 29.01.1946 г.  | Прибалтийский военный округ                     | 11-й истребительный авиационный корпус 15-я воздушная армия | 1-я гвардейская истребительная авиационная дивизия                                                  | Аэрокобра, КингКобра |
| 10.01.1949 г.  | Прибалтийский военный округ                     | 54-й истребительный авиационный корпус 30-я воздушная армия | 1-я гвардейская истребительная авиационная дивизия                                                  | КингКобра |
| 01.07.1949 г.  | Прибалтийский военный округ                     | 54-й истребительный авиационный корпус 30-я воздушная армия | 1-я гвардейская истребительная авиационная дивизия                                                  | переучивание на Ла-9 |
| 01.11.1950 г.  | Прибалтийский военный округ                     | 54-й истребительный авиационный корпус 30-я воздушная армия | 1-я гвардейская истребительная авиационная дивизия                                                  | переучивание на МиГ-15 |
| 15.02.1953 г.  | Прибалтийский военный округ                     | 54-й истребительный авиационный корпус 30-я воздушная армия | 1-я гвардейская истребительная авиационная дивизия                                                  | переучивание на МиГ-17 |
| 15.07.1955 г.  | Прибалтийский военный округ                     | 54-й истребительный авиационный корпус 30-я воздушная армия | 1-я гвардейская истребительная авиационная дивизия                                                  | МиГ-17, Як-25М |
| 05.11.1955 г.  | Прибалтийский военный округ                     | 30-я воздушная армия                                        | 1-я гвардейская истребительная авиационная дивизия                                                  | расформирован 54-й истребительный авиационный корпус |
| 01.03.1960 г.  |                                                 | 27-й корпус ПВО                                             | | передан в войска ПВО, аэр. Вайноде |
| 1978 г.        | Прибалтийский военный округ                     | 15-я воздушная армия                                        | 1-я гвардейская истребительная авиационная дивизия                                                  | передан обратно в ВВС |
| 15.04.1986 г.  |                                                 | 27-й корпус ПВО 6-я отдельная армия ПВО                     | | |
| 11.1992 г.     |                                                 |                                                             | 148-й Краснознамённый ЦБП и ПЛС ВВС и ПВО                                                           | полк передан в состав 148-го Краснознамённого ЦБП и ПЛС ВВС и ПВО аэр. Саваслейка                                                                              |
| 01.09.2002 г.  |                                                 |                                                             | 4-й Центр боевого применения и переучивания лётного состава ВВС России                              | полк переформирован в 3958-ю гвардейскую Керченскую Краснознамённую авиационную базу                                                                           |
| начало 2011 г. |                                                 |                                                             | 4-й Государственный центр подготовки авиационного персонала и войсковых испытаний Минобороны России | авиабаза переименована в авиационную эскадрилью филиала 4-го Государственного центра подготовки авиационного персонала и войсковых испытаний Минобороны России |

## Участие в операциях и битвах

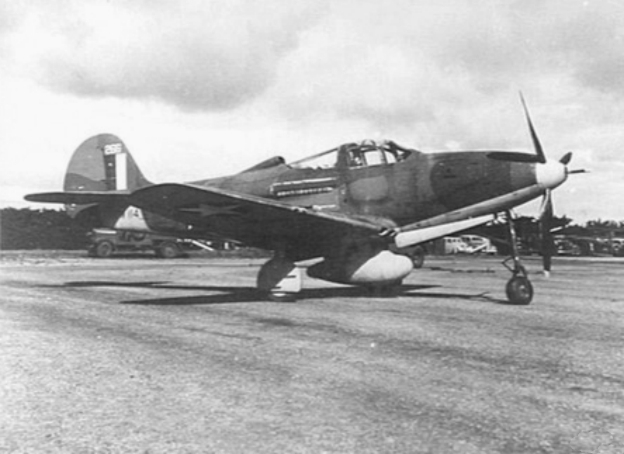
Самолёт Р-39 Аэрокобра

- Курская битва[9] c 5 июля 1943 года по 23 августа 1943 года
- Орловская операция «Кутузов» — с 12 июля 1943 года по 18 августа 1943 года
- Черниговско-Припятская операция — с 26 августа 1943 года по 30 сентября 1943 года.
- Калинковичско-Мозырская операция — с января 1944 года по февраль 1944 года.
- Рогачёвско-Жлобинская операция — с 21 февраля 1944 года по 26 февраля 1944 года.
- Белорусская операция «Багратион»[9] — с 23 июня 1944 года по 29 августа 1944 года.
- Бобруйская операция[9] — с 24 июня 1944 года по 29 июня 1944 года.
- Люблин-Брестская операция[9] — с 17 июля 1944 года по 2 августа 1944 года.
- Висло-Одерская операция — с 12 января 1945 года по 3 февраля 1945 года.
- Варшавско-Познанская операция[9] — с 14 января 1945 года по 3 февраля 1945 года.
- Восточно-Померанская операция[9]- с 1 марта 1945 года по 4 апреля 1945 года.
- Берлинская операция[9] — с 16 апреля 1945 года по 8 мая 1945 года.

## Почётные наименования и награды
- 54-му гвардейскому истребительному авиационному полку за показанные образцы мужества и геройства в борьбе против фашистских захватчиков, за участие в беспримерных воздушных боях при обороне города Керчи и Керченского пролива за показанные образцы мужества и геройства в борьбе против фашистских захватчиков и в целях дальнейшего закрепления памяти о героических подвигах сталинских соколов 4 мая 1943 года присвоено почётное наименование «Керченский»[10].
- 54-й гвардейский истребительный авиационный Керченский полк за мужество и отвагу, проявленные в боях на Курской Дуге, 25 июня 1943 года был представлен к награждению орденом Красного Знамени. Представление было утверждено командующим 16-й воздушной армии генералом Руденко С. И., подписано командующим Центральным фронтом генералом Телегиным К. Ф.[4]
- 54-й гвардейский истребительный авиационный Керченский полк за мужество, отвагу и героизм, проявленные личным составом полка в боях с немецко-фашистскими захватчиками в период Великой Отечественной войны 1941—1945 годов, образцовое выполнение задач боевой подготовки, умелое освоение новейших образцов самолётов и надёжную охрану воздушных рубежей СССР в послевоенный период награждён орденом Красного Знамени. Указ Президента Союза Советских Социалистических Республик от 21 сентября 1990 года, приказ Министра обороны СССР № 0213 от 30.10.1990 г.

## Отличившиеся воины полка
- Балюк Иван Фёдорович, капитан, командир эскадрильи 54-го гвардейского истребительного авиационного полка 1-й гвардейской истребительной авиационной дивизии 16-й воздушной армии Указом Президиума Верховного Совета СССР от 24 августа 1943 года удостоен звания Герой Советского Союза. Золотая Звезда № 1124
- Батяев Василий Сергеевич, командир эскадрильи 54-го гвардейского истребительного авиационного полка 1-й гвардейской истребительной авиационной дивизии 16-й воздушной армии 1-го Белорусского фронта, гвардии капитан, Указом Президиума Верховного Совета СССР от 15 мая 1946 года удостоен звания Герой Советского Союза. Золотая Звезда № 6204
- Бенделиани Чичико Кайсарович, майор, штурман эскадрильи 54-го гвардейского истребительного авиационного полка 1-й гвардейской истребительной авиационной дивизии 16-й воздушной армии Указом Президиума Верховного Совета СССР от 24 августа 1943 года удостоен звания Герой Советского Союза. Золотая Звезда № 1741
- Дубенок Геннадий Сергеевич, капитан, командир эскадрильи 53-го гвардейского истребительного авиационного полка 1-й гвардейской истребительной авиационной дивизии 16-й Воздушной армии Указом Президиума Верховного Совета СССР от 24 августа 1943 года удостоен звания Герой Советского Союза. Золотая Звезда № 1093
- Кобылецкий Иван Иванович, майор, заместитель командира 54-го гвардейского истребительного авиационного полка 1-й гвардейской истребительной авиационной дивизии 16-й Воздушной армии Указом Президиума Верховного Совета СССР от 15 мая 1946 года удостоен звания Герой Советского Союза. Золотая Звезда № 2872
- Михайлик Яков Данилович, старший лейтенант, заместитель командира эскадрильи 54-го гвардейского истребительного авиационного полка 1-й гвардейской истребительной авиационной дивизии 16-й воздушной армии Указом Президиума Верховного Совета СССР от 15 мая 1946 года удостоен звания Герой Советского Союза. Золотая Звезда № 9060
- Поляков Виталий Константинович, младший лейтенант, старший лётчик 54-го гвардейского истребительного авиационного полка 1-й гвардейской истребительной авиационной дивизии 16-й воздушной армии Указом Президиума Верховного Совета СССР от 2 сентября 1943 года удостоен звания Герой Советского Союза. Золотая Звезда № 1747
- Ривкин Борис Миронович, капитан, командир эскадрильи 54-го гвардейского истребительного авиационного полка 1-й гвардейской истребительной авиационной дивизии 16-й воздушной армии Указом Президиума Верховного Совета СССР от 24 августа 1943 года удостоен звания Герой Советского Союза. Золотая Звезда № 1743

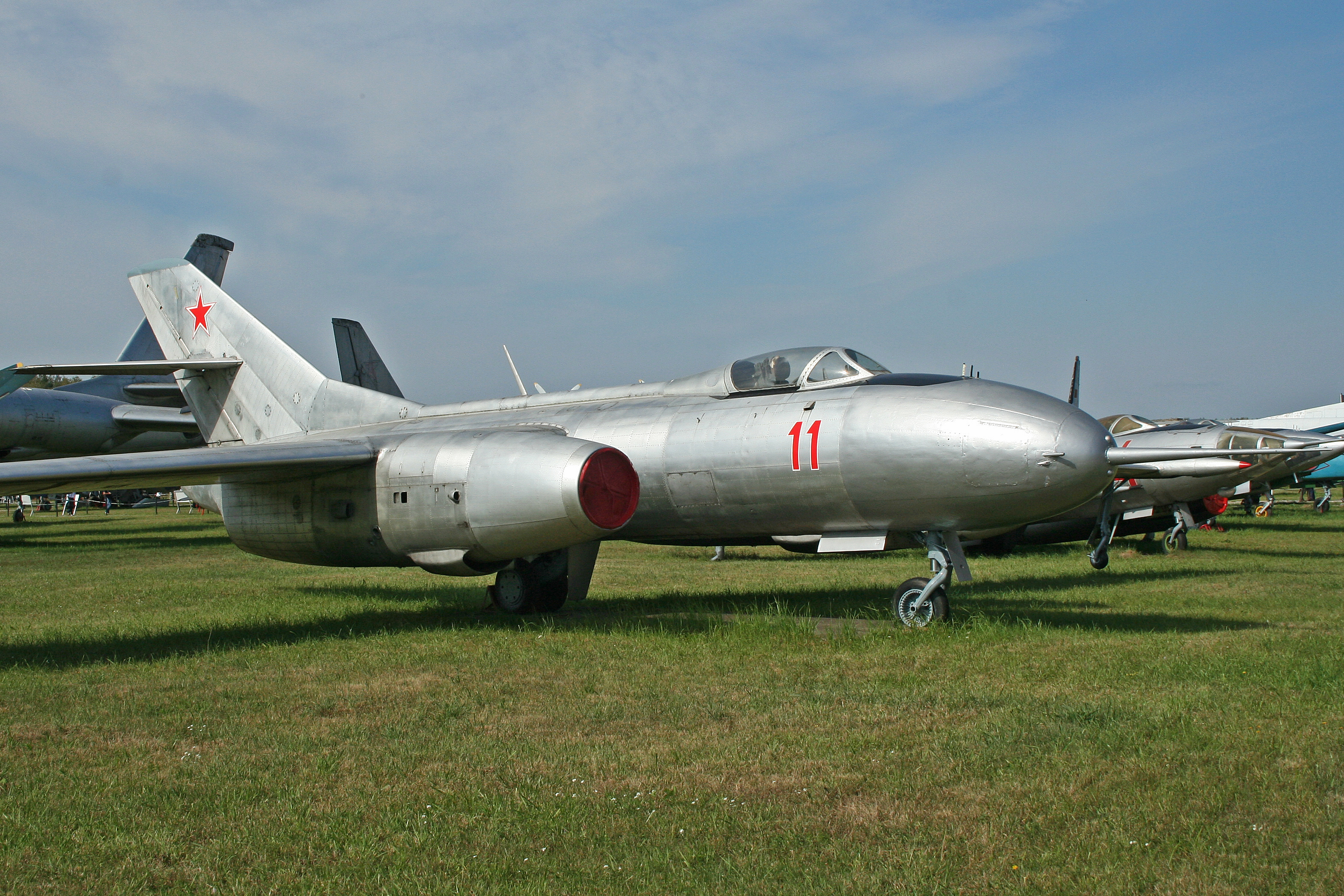
Самолет Як-25 полк получил в 1955 году.

## Память
20 июля 1944 года в неравном воздушном бою в районе г. Хели (Польша) погиб Герой Советского Союза старший штурман гвардии майор Бенделиани Чичико Кайсарович. Приказом Министра обороны СССР № 295 от 02.11.1965 года он зачислен навечно в списки 1-й авиационной эскадрильи полка. В городе Тбилиси одна улица названа именем Героя Советского Союза Чичико Бенделиани.

## Благодарности Верховного Главнокомандующего
Воинам полка в составе дивизии объявлены благодарности Верховного Главнокомандующего:
- За прорыв обороны немцев на бобруйском направлении, юго-западнее города Жлобин и севернее города Рогачев[11].
- За отличия в боях в наступлении из района Ковеля, при прорыве сильно укрепленной обороны немцев и при продвижении за три дня наступательных боев вперед до 50 километров, при расширении прорыва до 150 километров по фронту, при занятии более 400 населенных пунктов, в том числе крупных населенных пунктов Ратно, Малорыта, Любомль, Опалин и выходе к реке Западный Буг[12].
- За отличие в боях при овладении городом и крепостью Демблин (Ивангород) — крупным железнодорожным узлом и мощным опорным пунктом обороны немцев на реке Висла[13].
- За отличие в боях при овладении городом Варшава — важнейшим стратегическим узлом обороны немцев на реке Висла[14].
- За отличие в боях при овладении городами Лодзь, Кутно, Томашув (Томашов), Гостынин и Ленчица[15].
- За отличие в боях при овладении городами Штаргард, Наугард, Польцин — важными узлами коммуникаций и мощными опорными пунктами обороны немцев на штеттинском направлении[16].
- За отличие в боях при овладении городами Франкфурт-на-Одере, Вандлитц, Ораниенбург, Биркенвердер, Геннигсдорф, Панков, Фридрихсфелъде, Карлсхорст, Кепеник и вступление в столицу Германии город Берлин[17].
- За отличие в боях при штурме и овладении городом Бранденбург — центром Бранденбургской провинции и мощным опорным пунктом обороны немцев в Центральной Германии[18].

## Статистика боевых действий
Всего за годы Великой Отечественной войны полком:
| Выполнено боевых вылетов | Проведено воздушных боёв | Сбито самолётов в воздухе |
| ------------------------ | ------------------------ | ------------------------- |
| 7166                     | 1007                     | 200                       |

Свои потери:
| Потеряно самолётов, всего | Погибло лётчиков всего |
| ------------------------- | ---------------------- |
| 97                        | 65                     |

## Базирование
| Период               | Аэродром                          |
| -------------------- | --------------------------------- |
| 09.05.1945 — 05.1945 | Морин (Германия)                  |
| 05.1945 — 08.1945    | Гурьевск Калининградской области  |
| 08.1945 — 1992       | Вайноде, Латвийская ССР           |
| 11.1992 — 2002       | Саваслейка, Нижегородская область |

## Самолёты на вооружении
| Период      | Самолёты         |
| ----------- | ---------------- |
| 1941 — 1941 | И-153            |
| 1941 — 1943 | Як-1             |
| 1943 — 1944 | Як-9             |
| 1944 — 1946 | Р-39 «Аэрокобра» |
| 1946 — 1949 | Р-63 Кингкобра   |
| 1949 — 1950 | Ла-9             |
| 1950 — 1953 | МиГ-15бис        |
| 1953 — 1967 | МиГ-17           |
| 1955 — 1967 | Як-25М           |
| 1967 — 1970 | Су-15            |
| 1970 — 1987 | Су-15ТМ          |
| 1987 — 2002 | Су-27            |
| 1993 —      | Су-30            |
| 1994 — 2002 | МиГ-31           |

## Реформирование полка
- 54-й гвардейский истребительный авиационный Керченский Краснознамённый полк в ноябре 1992 году был перебазирован на аэродром Саваслейка и передан в состав 148-го Краснознамённого ЦБП и ПЛС ВВС и ПВО (Саваслейка)[4].
- 1 сентября 2002 года в рамках реформы Вооружённых Сил России 54-й гвардейский истребительный авиационный Керченский Краснознамённый полк и 148-й Краснознамённый ЦБП и ПЛС ВВС и ПВО переформированы в 3958-ю авиационную базу (Саваслейка)[4].
- Указом Президента РФ № 348 от 26 марта 2005 года 3958-й авиационной базе были переданы почётные наименования, Боевое Знамя и государственные награды расформированного 54-го гвардейского истребительного авиационного Керченского Краснознамённого полка. Вновь сформированная 3958-я авиационная база была включена в состав Центра боевого применения и переучивания лётного состава ВВС[4].
- В начале 2011 года 3958-я гвардейская авиационная Керченская Краснознамённая база была переименована в авиационную эскадрилью в составе Государственного центра подготовки авиационного персонала и войсковых испытаний министерства обороны РФ.